# Teoria sterowania
Teoria sterowania – dziedzina zajmująca się teorią analizy i modelowania matematycznego obiektów i procesów różnej natury, zarówno fizycznych (np. chemicznych, cieplnych, mechanicznych, hydraulicznych, pneumatycznych, elektrycznych), jak i społecznych (np. ekonomia matematyczna), traktowanych jako układy dynamiczne ze sterowaniem. Teoria sterowania jest dziedziną automatyki i matematyki stosowanej, historycznie związana także z cybernetyką, wykorzystywana też w informatyce, naukach społecznych i przyrodniczych.
Stworzony model pozwala na syntezę układu regulacji poprzez wprowadzenie regulatora sterującego danym obiektem lub procesem tak, by ten zachowywał się w pożądany sposób.

## Kluczowe koncepcje
Do kluczowych koncepcji w teorii sterowania zalicza się szczególnie takie pojęcia jak:
- układ dynamiczny
- stabilność układu
- sprzężenie zwrotne
- kompensacja (korekcja) dynamiczna[1].

## Wykorzystywane narzędzia matematyczne
Teoria sterowania posługuje się różnymi pojęciami i narzędziami matematyki. Niektóre działy i zagadnienia matematyki są szczególnie istotne dla teorii sterowania. Fundamentalne znaczenie mają tu:
- algebra liniowa (równania liniowe, macierze)
- analiza matematyczna (równania różniczkowe, analiza zespolona, transformacja Laplace’a, transformacja Fouriera)
- matematyka dyskretna (równania różnicowe)
- metody probabilistyczne (np. teoria estymacji, procesy stochastyczne).

## Powiązania z innymi dyscyplinami
Tam gdzie uwaga kieruje się na dynamikę systemów teoria sterowania ma wiele obszarów wspólnych z teorią układów dynamicznych. Przy uwupuklaniu zagadnień związanych z sygnałami w układach teoria sterowania przechodzi w teorię sygnałów. W przypadku złożonych lub rozległych systemów teoria sterowania nabiera charakteru teorii systemów. Niektóre zagadnienia teoria sterowania współdzieli z badaniami operacyjnymi (np. zagadnienia optymalizacji) i teorią decyzji.
Współczesna teoria sterowania zaadaptowała też szereg metod sztucznej inteligencji (sieci neuronowe, logika rozmyta, algorytmy genetyczne, systemy ekspertowe).
Wykorzystywane są też metody numeryczne, środowiska obliczeniowe takie jak Matlab (w tym jego pakiet narzędziowy Simulink) lub Mathcad oraz środowiska programistyczne takie jak LabVIEW.

## Zagadnienia teoretyczne stosowane współcześnie w przemyśle
Koncepcje teorii sterowania, które znajdują współcześnie zastosowanie w przemyśle można ująć w trzy grupy:
a) grupa zagadnień związanych z zaawansowanymi metodami sterowania PID: I-PD i dwa stopnie swobody PID, odsprzęganie PID, kompensacja czasu martwego, harmonogramowanie wzmocnienia, automatyczne dostrajanie regulacji PID;
b) grupa metodyk wywodząca się z nowoczesnej teorii sterowania: regulacja LQG, obserwatory, filtr Kalmana, sterowanie predykcyjne (MPC), sterowanie adaptacyjne, sterowanie i analiza z normą H-nieskończoność, sterowanie powtarzalne, sterowanie ślizgowe, dokładna linearyzacja i sterowanie, sterowanie z optymalizacją;
c) grupa metodyk zaliczanych do metod sztucznej inteligencji w tym: sterowanie rozmyte, sterowanie oparte na regułach (systemy ekspertowe), sterowanie wykorzystujące sieci neuronowe.

## Porównanie klasycznej i nowoczesnej teorii sterowania
| Porównanie klasycznej i nowoczesnej teorii sterowania | | |
| Podejście                                             | klasyczne | nowoczesne |
| liczba wejść i wyjść                                  | jedno wejście, jedno wyjście (ang. SISO) | wiele wejść, wiele wyjść (ang. MIMO) |
| liniowość                                             | zasadniczo układy liniowe | często układy nieliniowe |
| zmienność w czasie                                    | układy niezmienne w czasie | układy zmienne w czasie |
| zasadnicze narzędzie opisu                            | transmitancja operatorowa | równania stanu (wektory, macierze, równania algebraiczne) |
| dziedzina                                             | zmienna czasowa, liczby zespolone, dziedzina częstotliwości | dziedzina czasu |
| zasadniczy przedmiot uwagi                            | odpowiedź układu | stan układu |
| autorzy prac fundamentalnych                          | Lapunow (1892) – teoria stabilności, Routh (1884), Hurwitz (1895) – algebraiczne kryteria stabilności; Nyquist (1932) – metody częstotliwościowe stanu ustalonego, Bode i Nichols (1927) – analiza z wykorzystaniem metod częstotliwościowych, Evans (1948) – metody ustalania położenia pierwiastków | Wiener (1949) – projektowanie optymalne, Pontriagin (1956, publ. 1962) – zasada maksimum, Bellman (1957) – programowanie dynamiczne, Kalman (1960) – sterowalność i obserwowalność, estymacja optymalna; Kalman i Bucy (1961) – kombinacja filtru optymalnego z regulatorem optymalnym, sterowanie LQG (ang. Linear quadratic Gaussian) |

W latach 40. XX wieku, metody częstotliwościowe pozwalały inżynierom na projektowanie liniowych systemów ze sprzężeniem zwrotnym, które spełniały wymagania odnośnie do ich działania.
Od końca lat 40. do początków lat 50. XX wieku, w pełni rozwinięto metody związane z położeniem pierwiastków na płaszczyźnie. Metody częstotliwościowe i związane z położeniem pierwiastków stanowią rdzeń klasycznej teorii sterowania. Dzięki nim otrzymywało się układy, które są stabilne i spełniają zbiór mniej lub bardziej arbitralnych wymagań odnośnie do ich działania. Takie systemy nie są, w ogólności, optymalne w żadnym znaczącym sensie. Od lat 50. XX wieku nacisk w problemach związanych z układami sterowania przesunął się z projektów dających w efekcie jeden z kilku możliwych układów (które działają jak należy) do projektów dających tylko jeden układ optymalny w pewnym znaczącym sensie.
Jako że nowoczesne obiekty sterowania z wieloma wejściami i wyjściami stawały się coraz bardziej złożone, opis takich wymagał coraz większej liczby równań. Klasyczna teoria sterowania, która stosuje tylko modele z jednym wejściem i wyjściem, stała się całkowicie bezsilna przy podejściu do układów o wielu wejściach i wyjściach. Od lat 60. XX wieku rozwinęła się nowoczesna teoria sterowania, która pozwalała na poradzenie sobie z wzmagającą się złożonością nowoczesnych obiektów i wyśrubowanych wymagań co do dokładności, wagi czy kosztów zarówno w zastosowaniach wojskowych, kosmicznych czy przemysłowych.
Mimo całej swojej mocy i zalet, nowoczesna teoria sterowania wykazywała jednak pewne braki. Gwarancja odpowiedniego działania, otrzymywana przy rozwiązaniu równań macierzowych, oznaczała, że często można było zaprojektować system sterowania, który działa w teorii. Jednocześnie projektant pozbawiony był jednak intuicyjnego wglądu w problem sterowania, z jakim pracował. Z drugiej strony metody częstotliwościowe klasycznej teorii sterowania ujawniały więcej, bardziej odwoływały się do inżynierskiego wyczucia. Kolejny problem, jaki towarzyszył nowoczesnemu projektowaniu układów regulacji, polegał na braku jakiejkolwiek kompensacji dynamiki. Narażało to nowocześnie zaprojektowany system na brak odporności w przypadku działania zakłóceń, pojawienia się dynamiki nieuwzględnionej w modelu czy wystąpienia szumu pomiarowego. Z drugiej strony odporność taka wbudowana została niejako w metody częstotliwościowe, które posługują się takimi pojęciami jak zapas amplitudy i zapas fazy.
Z uwagi na powyższe w latach 70. XX wieku, szczególnie w Wielkiej Brytanii, Howard H. Rosenbrock (1974) oraz A.G.J. MacFarlane i Ian Postlethwaite (1977) wykonali wiele działań mających na celu rozszerzenie klasycznych metod dziedziny częstotliwości i metod analizy położenia pierwiastków na układy wielowymiarowe. Z powodzeniem wprowadzono takie pojęcia takie jak miejsce charakterystyczne, dominacja diagonalna i odwrotna macierz Nyquista.
Głównym proponentem wykorzystywania metod klasycznych w kontekście systemów wielowymiarowych był Isaac M. Horowitz, którego ilościowa teoria sprzężenia zwrotnego rozwinięta na początku lat 70. pozwalała na projektowanie układów odpornych z użyciem wykresów Nicholsa. W 1981 roku ukazały się wpływowe artykuły, których autorami byli J. Doyle, G. Stein (1981) oraz M.G. Safonov, A.J. Laub i G.L. Hartmann (1981). Stanowią one rozszerzenie ważnej pracy MacFarlane’a i Postlethwaite’a z 1977 roku, ukazują istotność wykresów wartości osobliwych względem częstotliwości przy projektowaniu odpornych układów wielowymiarowych. Przy użyciu tych wykresów wiele klasycznych metod dziedziny częstotliwości można wykorzystać przy projektowaniu za pomocą metod nowoczesnej teorii sterowania. Podejście takie badane było w kontekście sterowania samolotami i procesami przemysłowymi przez M. Athansa i innych teoretyków. W wyniku fuzji powstała nowa teoria sterowania, która łączy zalety metod klasycznych z najlepszymi własnościami metod nowoczesnych (przegląd takich nowoczesnych metod projektowania układów odpornych w 1987 roku przedstawił P. Dorato).
W latach 50 i 60. XX wieku powstały fundamentalne prace z zakresu teorii sterowania optymalnego. W latach 70. i 80. XX natomiast nastąpił dalszy rozwój teorii w zakresie sterowania stochastycznego, odpornego i adaptacyjnego.

## Wybrane czasopisma naukowe
Do najbardziej renomowanych czasopism naukowych z zakresu teorii sterowania (w tym projektowania układów i zastosowań automatyki) należą: „Automatica” oraz „IEEE Transactions on Automatic Control”.